# Gianni Carabelli
Gianni Carabelli (Busto Arsizio, 30 maggio 1979) è un ex ostacolista italiano, che gareggiava per il Centro Sportivo Carabinieri.

## Biografia
Si è posizionato al sesto posto nella finale dei 400 metri ostacoli ai Campionati europei nel 2006 a Göteborg ed arrivò in semifinale ai Campionati del mondo nel 2005. Il suo primato personale nella disciplina è 48"84.
Si è diplomato nel 1998 presso l'ITC "Enrico Tosi" di Busto Arsizio ed è laureato in informatica.

## Progressione

### 400 metri piani
| Stagione  | Tempo | Luogo         | Data      | Rank. Mond. |
| --------- | ----- | ------------- | --------- | ----------- |
| 2011      | 49"06 | Busto Arsizio | 14-5-2011 | 2797º       |
| 2005-2010 | –     | –             | –         | –           |
| 2004      | 47"42 | Modena        | 15-5-2004 | 693º        |
| 2003      | 47"69 | Bellinzona    | 24-5-2003 | n/d         |
| 2002      | 46"89 | Parma         | 22-6-2002 | 357º        |
| 2001      | 47"28 | La Spezia     | 26-5-2001 | 518º        |
| 2000      | 47"10 | Milano        | 30-6-2000 | n/d         |
| 1999      | 47"84 | Saronno       | 22-5-1999 | n/d         |

### 400 metri ostacoli
| Stagione  | Tempo | Luogo         | Data      | Rank. Mond. |
| --------- | ----- | ------------- | --------- | ----------- |
| 2010      | 50"14 | Padova        | 3-9-2010  | 71º         |
| 2008-2009 | –     | –             | –         | –           |
| 2007      | 49"11 | Retimo        | 18-7-2007 | 27º         |
| 2006      | 49"15 | Rovereto      | 30-8-2006 | 28º         |
| 2005      | 48"84 | Roma          | 8-7-2005  | 27º         |
| 2004      | 49"82 | Firenze       | 11-7-2004 | 73º         |
| 2003      | 49"51 | Rieti         | 3-8-2003  | 56º         |
| 2002      | 50"18 | Milano        | 5-6-2002  | 98º         |
| 2001      | 50"09 | Bressanone    | 17-6-2001 | 98º         |
| 2000      | 49"92 | Busto Arsizio | 16-7-2000 | n/d         |
| 1999      | 51"09 | Saronno       | 23-5-1999 | n/d         |
| 1998      | 52"49 | Pesaro        | 19-7-1998 | n/d         |

## Palmarès
| Anno | Manifestazione          | Sede              | Evento   | Risultato  | Prestazione | Note |
| ---- | ----------------------- | ----------------- | -------- | ---------- | ----------- | ---- |
| 2001 | Europei U23             | Amsterdam         | 400 m hs | 6º         | 51"30       |      |
| 2001 | Universiade             | Pechino           | 400 m hs | Batteria   | 50"59       |      |
| 2002 | Europei                 | Monaco di Baviera | 400 m hs | Batteria   | 50"30       |      |
| 2003 | Universiade             | Taegu             | 400 m hs | Semifinale | 51"06       |      |
| 2005 | Giochi del Mediterraneo | Almería           | 400 m hs | Oro        | 49"32       |      |
| 2005 | Mondiali                | Helsinki          | 400 m hs | Semifinale | 49"77       |      |
| 2006 | Europei                 | Göteborg          | 400 m hs | 6º         | 49"60       |      |
| 2007 | Mondiali                | Osaka             | 400 m hs | Semifinale | 50"39       |      |

## Campionati nazionali
- 1 volta campione nazionale assoluto nei 400 metri piani (2006)
- 4 volte campione nazionale assoluto nei 400 metri ostacoli (2003, 2004, 2005 e 2006)
- 3 volte campione nazionale assoluto nella staffetta 4×400 metri (2002, 2005 e 2006)

2000
- Argento ai campionati italiani assoluti di atletica leggera, 400 metri ostacoli - 49"92

2002
- Argento ai campionati italiani assoluti di atletica leggera, 400 metri ostacoli - 50"36
- Oro ai campionati italiani assoluti di atletica leggera, staffetta 4×400 metri - 3'09"49 (con Fabio Bagattini, Luca Galletti e Marco Salvucci)

2003
- Oro ai campionati italiani assoluti di atletica leggera, 400 metri ostacoli - 49"51

2004
- Oro ai campionati italiani assoluti di atletica leggera, 400 metri ostacoli - 49"82

2005
- Argento ai campionati italiani assoluti di atletica leggera indoor, 400 metri piani - 48"02
- Oro ai campionati italiani assoluti di atletica leggera, 400 metri ostacoli - 49"05
- Oro ai campionati italiani assoluti di atletica leggera, staffetta 4×400 metri - 3'08"74 (con Fabio Bagattini, Luca Galletti e Domenico Rao)

2006
- Oro ai campionati italiani assoluti di atletica leggera indoor, 400 metri piani - 48"51
- Oro ai campionati italiani assoluti di atletica leggera, 400 metri ostacoli - 49"79
- Oro ai campionati italiani assoluti di atletica leggera, staffetta 4×400 metri - 3'12"53 (con Luca Galletti, Jacopo Marin e Domenico Rao)

2010
- Argento ai campionati italiani assoluti di atletica leggera, 400 metri ostacoli - 50"83